# Peitro Boetto
Peitro Boetto, S.J., italijanski rimskokatoliški duhovnik, škof in kardinal, * 19. maj 1871, Vigone, † 31. januar 1946.

## Življenjepis
30. julija 1901 je prejel duhovniško posvečenje.
16. decembra 1935 je bil povzdignjen v kardinala in imenovan za kardinal-diakona S. Angelo in Pescheria.
17. marca 1938 je postal nadškof Genove in naslednji dan je bil povzdignjen v kardinal-duhovnika. 24. aprila istega leta je prejel škofovsko posvečenje.